# Biel/Bienne (okręg)
Biel/Bienne (niem. Verwaltungskreis Biel/Bienne, fr. Arrondissement administratif de Bienne) – okręg w Szwajcarii, w kantonie Berno, w regionie administracyjnym Seeland. Siedziba okręgu znajduje się w mieście Nidau.
Okręg został utworzony 1 stycznia 2010. Składa się z 19 gmin (Gemeinde) o łącznej powierzchni 97,66 km² i o łącznej liczbie mieszkańców  103 847.

## Gminy
1. Aegerten
2. Bellmund
3. Biel/Bienne
4. Brügg
5. Evilard
6. Ipsach
7. Lengnau
8. Ligerz
9. Meinisberg
10. Mörigen
11. Nidau
12. Orpund
13. Pieterlen
14. Port
15. Safnern
16. Scheuren
17. Schwadernau
18. Sutz-Lattrigen
19. Twann-Tüscherz

## Zmiany administracyjne
- 1 stycznia 2010
  - utworzenie gminy Twann-Tüscherz z gmin Tüscherz-Alfermée oraz Twann